# 연속낭독
연속낭독은 KBS 3라디오에서 방송했던 시각장애인을 위한 책 낭독 프로그램이다.

## 역사
1995년 12월 20일 KBS 3라디오의 전신이었던 KBS 1라디오 SCA 방송 개국과 함께 첫방송을 시작해, 2000년 1월 1일 KBS 3라디오 개국 및 전환과 함께 이 프로그램도 같이 넘어와 방송됐으나, 2021년 1월 3일 방송을 26년 만에 마지막으로 폐지되었다.

## 역대 방송시간
| 방송 채널               | 방송 기간                           | 방송 시간 |
| ----------------------- | ----------------------------------- | --- |
| KBS 1라디오 SCA 방송    | 1995년 12월 20일 ~ 1996년 11월 3일  | 매일 오후 3:30 ~ 오후 3:50 (생방송), 매일 저녁 6:00 ~ 저녁 6:20 (재방송)                                             |
| KBS 1라디오 SCA 방송    | 1996년 11월 4일 ~ 1999년 12월 31일  | 매일 낮 1:00 ~ 낮 1:20 (생방송), 매일 저녁 6:00 ~ 저녁 6:20 (재방송)                                                 |
| KBS 3라디오             | 2000년 1월 1일 ~ 2002년 10월 20일   | 매일 밤 9:00 ~ 밤 9:20                                                                                               |
| KBS 3라디오             | 2002년 10월 21일 ~ 2003년 10월 19일 | 매일 밤 8:00 ~ 밤 8:20 (생방송), 매일 새벽 1:00 ~ 새벽 1:20 (재방송)                                                 |
| KBS 3라디오             | 2003년 10월 20일 ~ 2004년 4월 25일  | 매일 아침 7:00 ~ 아침 7:30 (생방송), 매일 밤 9:00 ~ 밤 9:30 (재방송)                                                 |
| KBS 3라디오             | 2004년 4월 26일 ~ 2006년 4월 23일   | 매일 아침 7:00 ~ 아침 7:20 (생방송), 매일 오후 3:00 ~ 오후 3:20 (재방송)                                             |
| KBS 3라디오             | 2006년 4월 24일 ~ 2011년 11월 6일   | 매일 아침 7:00 ~ 아침 7:20 (생방송), 매일 밤 8:00 ~ 밤 8:20 (재방송)                                                 |
| KBS 3라디오             | 2011년 11월 7일 ~ 2014년 12월 31일  | 매일 아침 6:00 ~ 아침 6:20 (생방송), 매일 밤 10:00 ~ 밤 10:20 (재방송)                                               |
| KBS 3라디오             | 2015년 1월 1일 ~ 2016년 5월 8일     | 매일 아침 6:00 ~ 아침 6:20 (생방송), 매일 밤 11:00 ~ 밤 11:20 (재방송)                                               |
| KBS 3라디오             | 2016년 5월 9일 ~ 2018년 5월 27일    | 매일 아침 7:00 ~ 아침 7:20 (생방송), 매일 밤 11:00 ~ 밤 11:20 (재방송)                                               |
| KBS 3라디오 KBS 1라디오 | 2018년 5월 28일 ~ 2019년 6월 9일    | 매일 아침 7:00 ~ 아침 7:20 (3R 생방송), 매일 밤 11:00 ~ 밤 11:20 (3R 재방송), 매일 새벽 4:00 ~ 새벽 4:20 (1R 본방송) |
| KBS 3라디오 KBS 1라디오 | 2019년 6월 10일 ~ 2021년 1월 3일    | 매일 아침 7:00 ~ 아침 7:20 (3R 생방송), 매일 밤 8:00 ~ 밤 8:20 (3R 재방송), 매일 새벽 4:00 ~ 새벽 4:20 (1R 본방송)   |